# Partido di Pila
Il partido di Pila è un dipartimento (partido) dell'Argentina facente parte della provincia di Buenos Aires. Il capoluogo è Pila.